# اسپرس گنوئی
اسپرس گنوئی (نام علمی: Onobrychis rechingerorum) نام یک گونه از سرده اسپرس است.